# Prästen från helvetet
Prästen från helvetet (danska: Præsten fra helvede) är en dansk dokumentärserie från 2023 som hade premiär på strömningstjänsten Viaplay den 21 mars 2023. Första säsongen består av tre avsnitt. Serien är baserad på verkliga händelser.

## Handling
Serien utspelar sig i Frederikssund, Danmark och handlar om ett verkligt mordfall. I oktober 2020 försvinner frun till prästen Thomas Gotthard spårlöst. Inledningsvis trodde polisen att hon försvunnit självmant men efter hand riktas misstankarna mot Gotthard. Han ska bland annat ha googlat på ord som havsdjup, oljefat och självmord. Polisen har även funnit kaustiksoda och saltsyra i prästens hem. Gotthard dömdes i augusti 2021 till 15 års fängelse för mordet på sin fru. Serien följer tre journalisters arbete där de undersöker fallet. Fokus ligger på att avslöja motivet bakom brottet.